# Roger Mugny

Roger Mugny (1971)

Roger Mugny (* 26. Dezember 1921 in Hennens; † 18. November 2008 in Lausanne) war ein Schweizer Gewerkschafter und Politiker (CVP).

## Leben
Mugny studierte an der Universität Freiburg Rechtswissenschaft und schloss 1946 mit dem Lizenziat ab. Im gleichen Jahr trat er seine Arbeit als Gewerkschaftssekretär in Martigny an. Später wechselte er nach Sierre. Von 1957 bis 1969 war er Zentralsekretär und Vizepräsident des Christlichen Metallarbeiter-Verbands. Er gehörte auch dem Direktionskomitee des Christlichnationalen Gewerkschaftsbunds an. Gleichzeitig war er von 1958 bis 1969 Chefredaktor der Zeitung Syndicalisme. Von 1977 bis 1992 war er Präsident des Schweizerischen Energie-Konsumenten-Verbands von Industrie und Wirtschaft. 
Als Grossrat war Mugny von 1962 bis 1966 in zwei Legislaturen für den Kanton Waadt tätig. Von 1970 bis 1977 gehörte er der Stadtregierung von Lausanne an. Von 1967 bis 1979 hatte er Einsitz im Nationalrat. Dort war er Mitglied in der Finanzkommission. Ausserdem gehörte er von 1977 bis 1980 der AHV/IV-Kommission an.